# Conspiración de los machetes

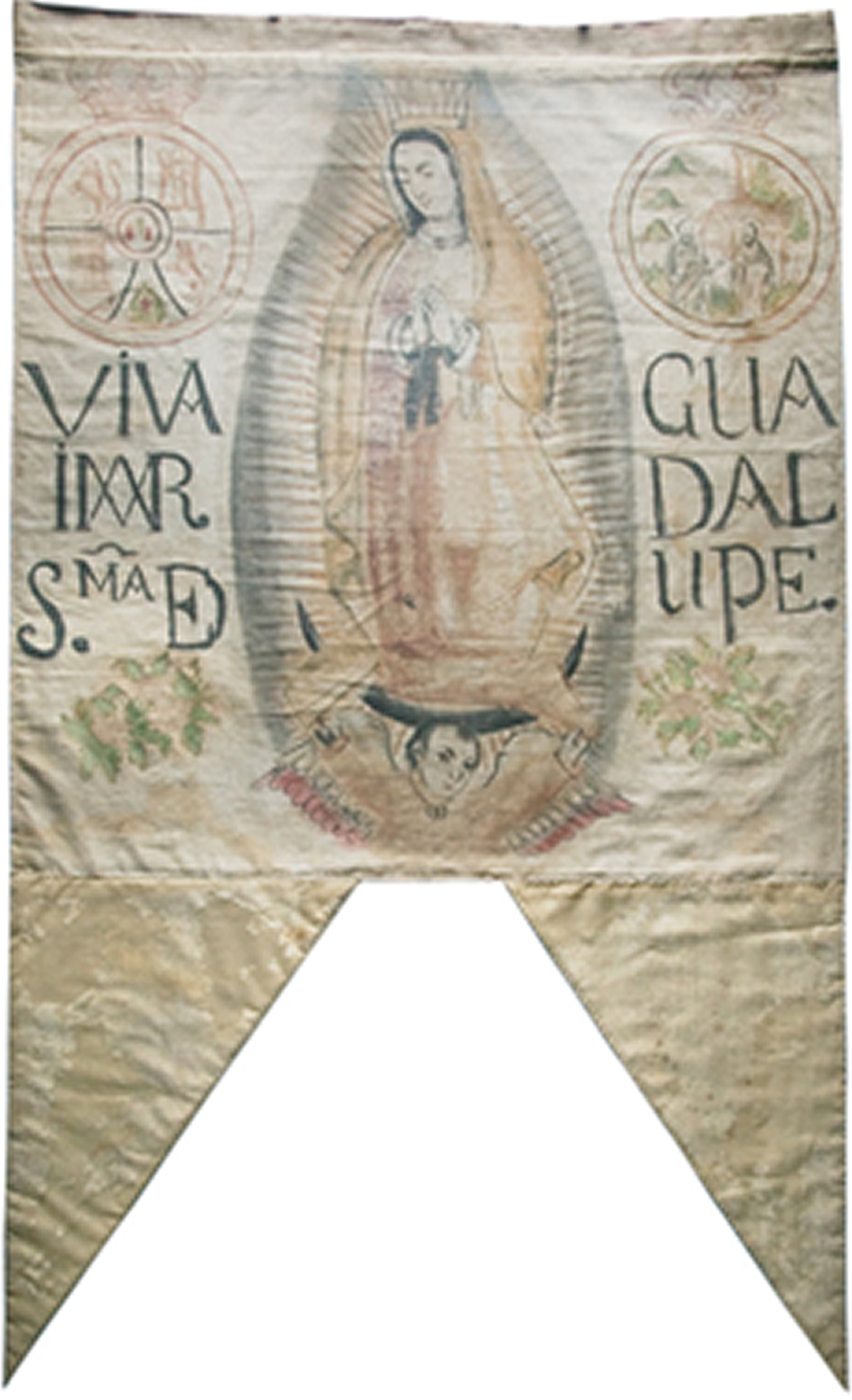
Estandarte de la Virgen de Guadalupe utilizado entre 1810 y 1813 en la guerra de Independencia de México. La rebelión de los machetes también se impulsó bajo la advocación de la Virgen de Guadalupe.

La conspiración de los machetes fue una rebelión fracasada contra España en el territorio del Virreinato de Nueva España ocurrida en 1799 y liderada por criollos de origen humilde. El nombre hace referencia a lo modesto del armamento utilizado por los rebeldes: apenas cincuenta machetes y dos pistolas. Aunque la conspiración fue sofocada antes de comenzar y no amenazó a la dominación española, tuvo un gran impacto en el virreinato y, ya que ocurrió once años antes del Grito de Dolores, es considerado por los historiadores como uno de los hechos precursores de la Independencia de México.

## Origen
Pedro de la Portilla, de origen criollo y procedente de una familia de escasos recursos, empleado en la Oficina de recaudadores de impuestos de la Nueva España en la Plazuela de Santa Catarina de la Ciudad de México, organizó en 1799 una reunión de 20 jóvenes, familiares y amigos, con orígenes similares, en el callejón de Gachupines N.º 7 de la misma ciudad. Entre algunos de los hombres presentes se encontraban su Primo Joaquín de la Portilla, guardias de las plazas de la ciudad y otros que trabajaban en las industrias de fabricación de relojes o de la plata.
La reunión examinó la situación existente entre los criollos, nacidos en América y los «peninsulares», nacidos en España y denominados con el término peyorativo de «gachupines». Los presentes decidieron levantarse en armas para liberar el país de «peninsulares», considerados opresores, mediante un levantamiento popular bajo la advocación de la Virgen de Guadalupe.

## Plan
El plan acordado comenzaba con la liberación de los presos de la ciudad y, con ellos, asaltar el Palacio del virrey, capturando a los altos funcionarios del gobierno y sus fondos. Los conspiradores, a continuación, pretendían proclamar la independencia de México, declarar la guerra a España y matar o expulsar a los «peninsulares». Para lograr sus propósitos, reunieron 1000 pesos de plata, dos pistolas y unos 50 machetes.
Tras el éxito de la rebelión, el plan era hacer un llamamiento a la gente para decidir qué forma de Gobierno debía establecerse en México. Los conspiradores aparentemente preferían un Congreso, basado en el que recientemente se había establecido en los Estados Unidos.

## Fracaso y consecuencias

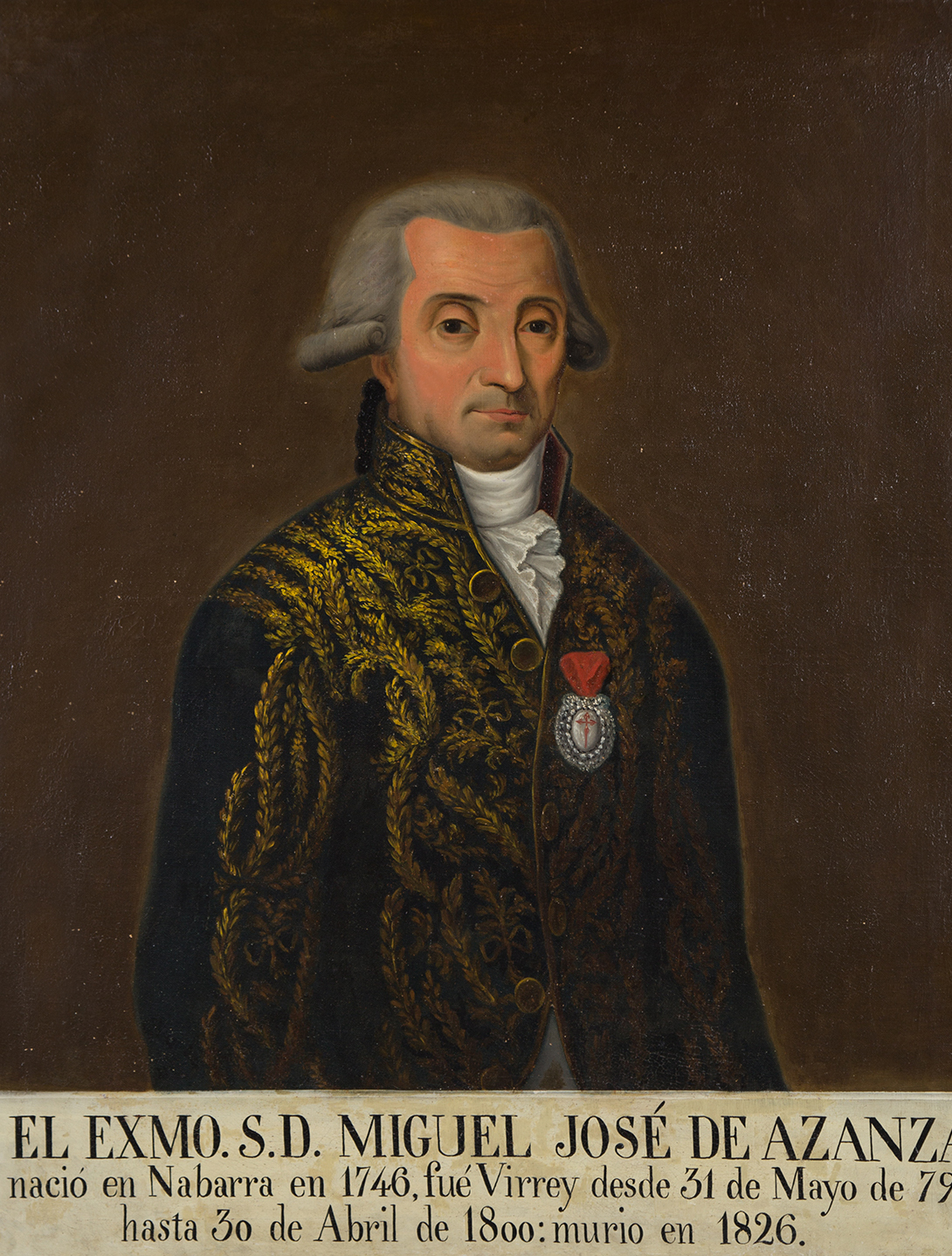
Miguel José de Azanza, Duque de Santa Fe, Virrey de la Nueva España, que sofocó la rebelión de los machetes.

En la segunda reunión, Teodoro Francisco de Aguirre, otro primo de Portilla, en cuanto supo de los preparativos denunció la conspiración a las autoridades el 10 de noviembre de 1799. El virrey, Miguel José de Azanza dio órdenes de que fueran detenidos, pero sin revelar los motivos de su conspiración con el fin de evitar un levantamiento entre la población. Todos los conspiradores fueron detenidos y pasaron muchos años en prisión, muriendo algunos de ellos en la cárcel. El juicio fue largo y no llegó a un veredicto. Pedro y Joaquín de Portilla vivieron para ver la independencia de México.